# لویی بوکه
لویی بوکه (فرانسوی: Louis Bocquet‎؛ زادهٔ ۲۵ فوریهٔ ۱۹۲۲) دوچرخه‌سوار اهل فرانسه است.